# Erotika

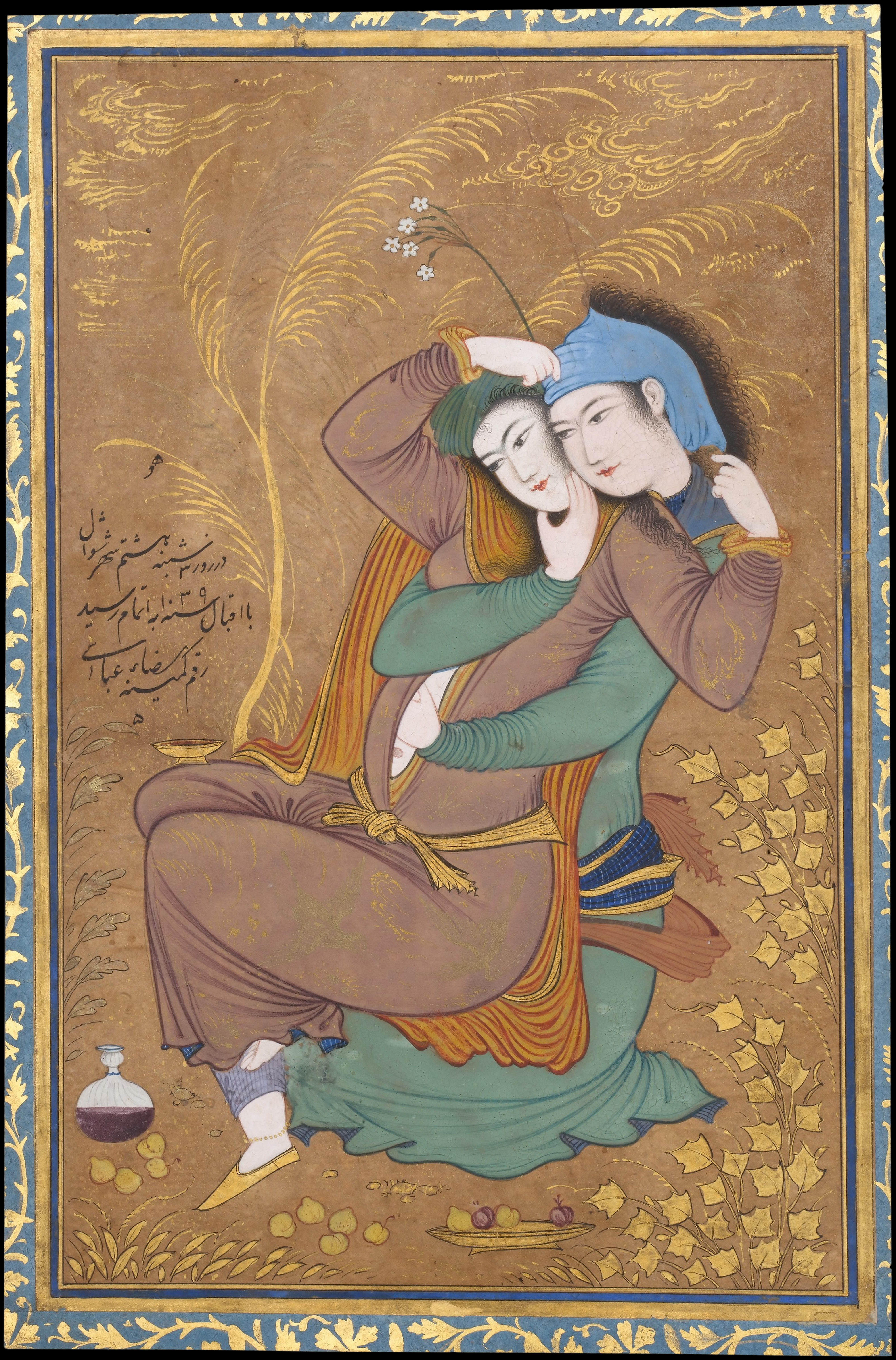
Riza Abbasi: Szerelmes pár (1588-1629 között)

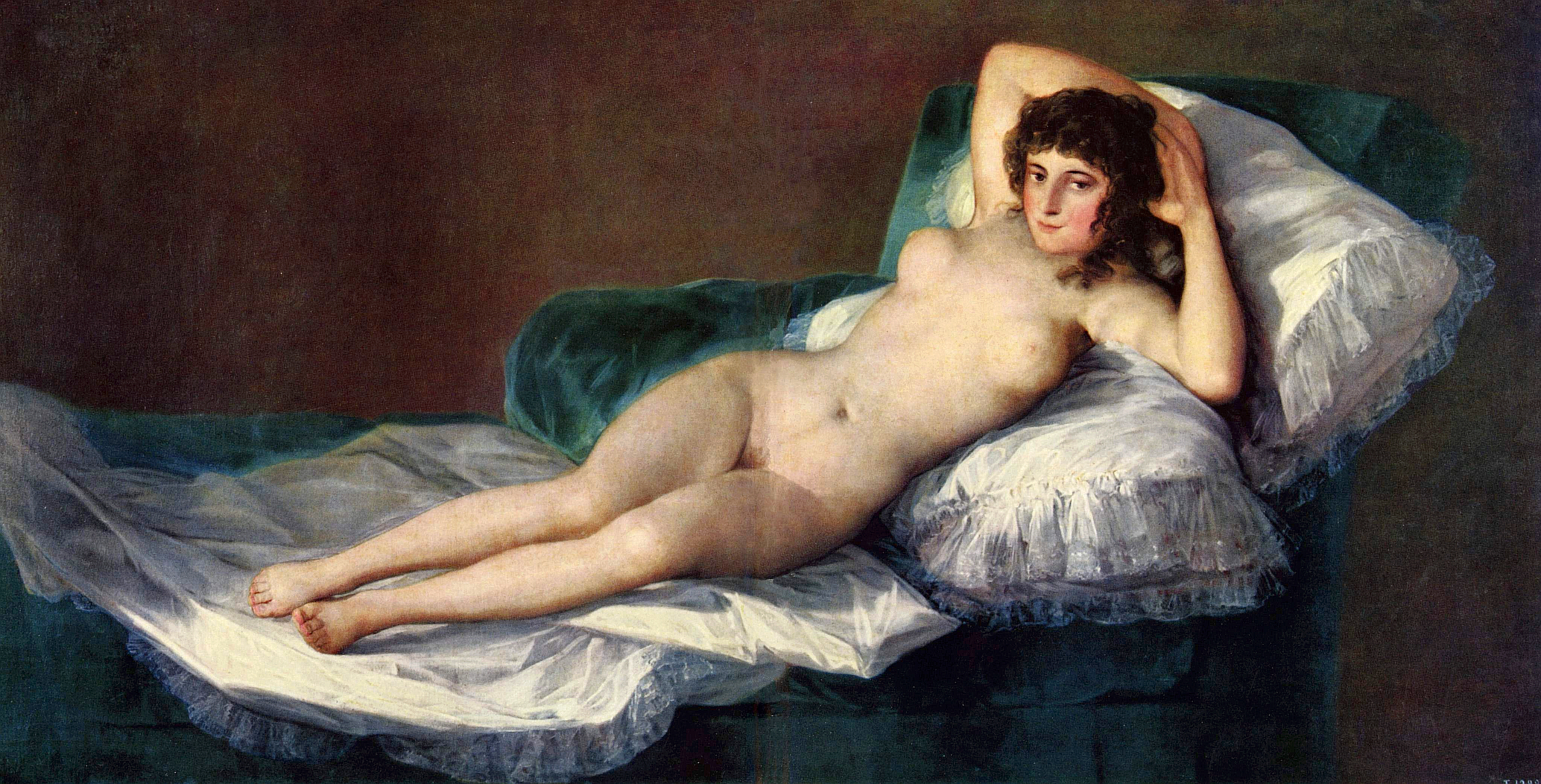
Francisco de Goya: A meztelen Maja (1800–1803 között)

Az erotika olyan irodalmi, festőművészeti, szobrászati vagy filmes alkotásokat takar, melyek valamilyen szexuális töltettel rendelkeznek, illetve érzéki benyomást keltenek.
A görög eredetű szó, Erósz Istenség nevéből származik, jelentése: kívánni.
A modern erotika a szexualitás magasfokú művészi kifejezésének tekinthető, megkülönböztetve ezzel az elsősorban üzleti célokat szolgáló pornográfiától.
Az erotikán belül számtalan irányzat létezik. Mivel a fő téma általában egy kitalált történet vagy helyzet, így a romantikus művek mellett a sci-fi, a fantasy és a horror műfaján belül is találhatunk erotikus színezetű alkotásokat.
Mindamellett egy erotikus mű egy adott szexuális viselkedésre is összpontosíthat, például: poligámia, BDSM, fetisizmus.

## Erotika és pornográfia
Bár az erotikát általában megkülönböztetik a pornográfiától, valójában ez nem mindig egyértelmű, mivel e többé-kevésbé szubjektív fogalmak megítélése függ az egyéntől illetve az adott kultúrától.
Egyes erotikus alkotások tartalmazhatják az anális illetve az orális szexuális formákat izgató jelleggel.